# Don King
Donald "Don" King (født 20. august 1931 i Cleveland, Ohio, USA) er en amerikansk boksepromotor, der er en af branchens mest velkendte ansigter. King har gennem sin lange karriere arrangeret boksekampe for en lang række boksere, bl.a Muhammad Ali, Evander Holyfield og George Foreman. King er desuden velkendt for sin specielle frisure og ofte provokerende udtalelser.[kilde mangler]

## Eksterne links
- Don Kings hjemmeside Arkiveret 6. juni 2016 hos  Wayback Machine
- Don King på Internet Movie Database (engelsk)
- Don King på The Movie Database (engelsk)
- Don King på Encyclopædia Britannica Online (engelsk)
- Don Kings opslag i Munzinger Sportsarchiv (tysk)
- Don Kings profesionelle rekordliste hos BoxRec (engelsk)
- Don Kings profesionelle rekordliste hos International Boxing Hall of Fame (engelsk)
- Don Kings profil hos NNDB (engelsk)
- Don Kings profil hos Encyclopædia Britannica Online (engelsk)

- Wikimedia Commons har flere filer relateret til Don King